# 아담 머르틴
아담 머르틴(헝가리어: Ádám Martin, 1994년 11월 6일~)은 헝가리의 축구 선수로, 포지션은 공격수이다. 현재 수페르리가 엘라다의 아스테라스 트리폴리스 FC와 헝가리 축구 국가대표팀에서 활동하고 있다. 2022년부터 2024년까지 K리그의 울산 HD FC에서 활동했으며 K리그 등록명은 마틴 아담이었다.

## 구단 경력
2022 시즌 중, 홍명보의 제안을 받고, 여름이적시장을 통해 울산 현대에 합류하였고, 2022년 8월 2일 서울과의 홈 경기에서 K리그 데뷔전을 치뤘다.
그 후, 2022년 8월 21일 김천과의 리그 24라운드 경기에서 2골을 기록하여 울산의 2-1 승리를 안김과 동시에 울산의 K리그 통산 600승을 이끌어냈다.
2022년 10월 8일에 있었던 현대가 더비에서 후반 30분 김태환과 교체 투입하여 후반 97분에는 PK를, 후반 99분에는 이규성의 코너킥을 헤더로 골을 기록하여 2-1 승리를 이끄는 맹활약을 보여 승점 0점을 자기 손으로 3점으로 바꾸며 현대가 더비 역전승의 일등 공신이 되었다. 현대가 더비 경기가 끝난 후 경기 MOM과 35라운드 MVP로 선정되었다.
2022년 10월 16일, 강원과의 원정 경기에서 후반전에 바코와 교체 투입되었다. 후반 포스트 플레이 이후 정확한 헤더 패스를 엄원상에게 떨궈주며 어시스트를 기록했고, 본인도 코너킥 때 김기희가 머리로 받아서 떨궈준 패스를 배로 밀어넣으며 역전골을 기록해 1골 1도움을 만들어내며 2:1 역전승과 동시에 골무원(주니오)도 해내지 못한 17년 만의 K리그1 우승을 이뤄내 최단기 울산 레전드 등극과 더불어 울산 팬들의 염원을 이뤄주는 데 성공했다. 경기 후 MOM과 라운드 베스트 11, MVP를 또 한번 싹쓸이하며 상위 스플릿 4경기 중 2경기에서 라운드 MVP를 받는 기염을 토했다.
2024 시즌 중, 울산과 결별하였다.

### 아스테라스 트리폴리스
2024년 7월 21일 아스테라스 트리폴리스 FC로 이적했다.

## 국가대표 경력
2023년 3월 24일, 아담은 푸슈카시 아레나에서 있었던 헝가리 축구 국가대표팀과 에스토니아 축구 국가대표팀과의 친선 경기에서 41분 자신의 대표팀 첫 골을 넣었다. 3월 27일, 아담은 푸슈카시 아레나에서 있었던 헝가리 축구 국가대표팀과 불가리아 축구 국가대표팀과의 UEFA 유로 2024 예선 공식 경기에서 39분 자신의 대표팀 두 번째 골을 넣었다.

## 수상 내역

### 클럽
버셔시 FC
- 넴제티 버이녹샤그 I : 3위 (2016-17)
- 넴제티 버이녹샤그 II : 우승 (2014-15), 4위 (2018-19)
- 헝가리컵 : 준우승 (2016-17), 4강 (2012-13)

커포슈바르 FC
- 넴제티 버이녹샤그 II : 준우승 (2018-19)

퍽시 FC
- 넴제티 버이녹샤그 I : 4위 (2020-21)

 울산 현대
- K리그1 : 우승 (2022), (2023)
- 대한민국 FA컵 : 4강 (2022)

### 개인
- 넴제티 버이녹샤그 I 득점왕 : 2021-22 (31골)